# كريستين جي. بيكر
كريستين جي. بيكر (بالإنجليزية: Kristine Gerhard Baker)‏ هي قاضية ومحامية أمريكية، ولدت في 30 مارس 1971 في الولايات المتحدة.